# 林芝杜鹃
林芝杜鹃（学名：Rhododendron nyingchiense），为杜鹃花科杜鹃花属下的一个种。